# Władysław Spałek
Władysław Spałek (ur. 14 grudnia 1887 w Krzemieńcu, zm. 24 kwietnia 1977 w Warszawie) – pułkownik saperów Wojska Polskiego II Rzeczypospolitej i Polskich Sił Zbrojnych, kawaler Orderu Virtuti Militari.

## Życiorys
Władysław Spałek urodził się 14 grudnia 1887 roku w Krzemieńcu na Wołyniu. W latach 1901–1909 uczęszczał do gimnazjum w Ostrogu, a następnie do Szkoły Rolniczej Zachariasza Iwanowicza Škurìna w Leduchowie, w której złożył maturę. W 1910 roku został powołany do Armii Imperium Rosyjskiego. W 1911 roku skierowano go do Szkoły Wojskowej w Irkucku, którą ukończył w 1914 specjalność inżynieryjną. Służbę zawodową rozpoczął w 1 syberyjskim batalionie saperów, w szeregach którego walczył podczas I wojny światowej. Pod koniec 1914 roku dostał się do niewoli niemieckiej, w której przebywał do jesieni 1918 roku.
Na początku grudnia 1918 roku rozpoczął służbę w Wojsku Polskim. Otrzymał przydział do Sekcji Inżynierii i Saperów Departamentu Technicznego Ministerstwa Spraw Wojskowych, w której organizował zaopatrzenie wojsk w sprzęt i środki saperskie. Na początku 1919 roku wyjechał z misją wojskową do Francji po zakup sprzętu saperskiego. Po zakończeniu misji pozostał w Paryżu jako słuchacz Ecole Militaire du Génie, którą ukończył w 1920 roku. Po powrocie pracował nadal w tym Departamencie Technicznym Ministerstwa Spraw Wojskowych, na stanowisku kierownika referatu technicznego. W 1921 roku brał czynny udział, jako ochotnik, w III powstaniu śląskim. Pełnił funkcję szefa inżynierii i saperów przy Grupie Wschodniej i Naczelnym Dowództwie Powstania Górnośląskiego. Kierował robotami przy odbudowie mostów, budowie obiektów fortyfikacyjnych i brał udział w walkach pod Górą św. Anny.
Po wkroczeniu Wojsk Polskich na Górny Śląsk, wrócił do Departamentu V Inżynierii i Saperów Ministerstwa Spraw Wojskowych. 10 sierpnia 1922 roku otrzymał przeniesienie do Szkoły Podchorążych Piechoty w Warszawie na stanowisko wykładowcy fortyfikacji. W tym samym roku został dowódcą batalionu szkolnego w tej szkole. W latach 1923–1926 dowodził batalionem szkolnym w Oficerskiej Szkole Inżynierii pozostając oficerem nadetatowym 1 pułku saperów. W tym czasie napisał podręcznik „Taktyka” oraz książkę „Wojna rosyjsko-japońska 1904–1905 r.” (t.3 serii Kurs Historji Wojen). W 1926 roku, podczas przewrotu majowego, wierny rządowi dowodził grupą podchorążych broniąc rejonu Oficerskiej Szkoły Inżynieryjnej i części lotniska mokotowskiego. W tym samym roku został zastępcą dowódcy 9 pułku saperów, a od 1927 do 1930 roku dowódcą baonu mostowego. Następnie został przeniesiony na stanowisko zastępcy szefa Departamentu Zaopatrzenia Inżynieryjnego Ministerstwa Spraw Wojskowych, a potem na zastępcę szefa Departamentu Technicznego, gdzie opracował „Plan motoryzacji saperów” i 1 grudnia 1934 roku został zastępcą Dowódcy Broni Pancernych. Dowodził polską delegacją broni pancernej, która w sierpniu 1934 roku demonstrowała pluton tankietek TKS w Estonii, co doprowadziło do zakupu w 1935 roku ich sześciu sztuk przez Estonię. W 1937 roku został wyznaczony na stanowisko dowódcy 1 Grupy Saperów, na którym pozostał do wybuchu wojny w 1939 roku.
Przyczynił się do rozwoju żeglarstwa w II RP. W grudniu 1931 r. został komandorem Oficerskiego Yacht Klubu Rzeczypospolitej, który od 1932 r. miał siedzibę w Warszawie przy Wybrzeżu Kościuszkowskim 2.
Z chwilą wybuchu II wojny światowej dowódca Wojsk Kolejowych w Polu. W 1940 roku pełni obowiązki komendanta podobozu w Tighuabruaich (Tignabruaich) na szkockiej wyspie Bute, później zwanej „Wyspą Wężów”. Był autorem krótkiego zarysu „Organizacja saperów w latach 1918–1939”.
W 1947 r. powrócił do Polski i zamieszkał na Żoliborzu w Warszawie.
Zmarł 24 kwietnia 1977 r. Został pochowany na Cmentarzu Wojskowym na Powązkach w kwaterze Powstańców Śląskich i Wielkopolskich (kwatera C7-2-19).

## Awanse
- podporucznik – 1914
- major – 1921 zweryfikowany ze starszeństwem z dniem 1 czerwca 1919[18]
- podpułkownik – ze starszeństwem z dniem 1 stycznia 1930 roku i 5. lokatą[19]
- pułkownik – ze starszeństwem z dniem 19 marca 1937 roku[20]

## Ordery i odznaczenia
- Krzyż Srebrny Orderu Virtuti Militari nr 8189 (1922)[21][22]
- Krzyż Walecznych (dwukrotnie: po raz pierwszy w 1921)[23]
- Złoty Krzyż Zasługi[21] (dwukrotnie: 18 marca 1933[24], 18 lutego 1939[25])
- Medal Niepodległości (3 maja 1932)[26][27]
- Krzyż na Śląskiej Wstędze Waleczności i Zasługi[21]
- Medal Pamiątkowy za Wojnę 1918–1921[21]
- Medal Dziesięciolecia Odzyskanej Niepodległości[21]
- Odznaka „Znak Pancerny” (1934)[28]
- Krzyż Komandorski Orderu Krzyża Orła (Estonia)[21][29]
- Krzyż Oficerski Orderu Gwiazdy Rumunii (1923, Rumunia)[21][30]

## Opinie
- Jest zrównoważony, opanowany, spokojny, bardzo inteligentny, wykształcony, sumienny, wzbudza posłuch i szacunek, bardzo dobry jako dowódca grupy.

/-/ gen. bryg. Kossakowski
- Charakter: zrównoważony i lojalny. Przydatność służbowa: dowódca dość dobry. Wychowawca przeciętny.Wartości taktyczne: nie zdołałem jeszcze pod tym względem poznać. Dalsze użycie: więcej nadaje się do administracji niż do linii. (22 października 1937)

/-/ gen. Berbecki.
- Charakter: spokojny i zrównoważony. Przydatność służbowa: pracuje lojalnie pod kierownictwem przełożonego. Wartości taktyczne: zdolności taktycznych nie stwierdziłem. Dalsze użycie: na obecnym stanowisku. /14.XI.1938/.

/-/ gen.Berbecki.
- Ćwiczenie w zakresie obrony obustronnie opartej: praca słaba. /Kurs doskonalący dla wyższych dowódców w Centrum Wyszkolenia Piechoty 28.XI- 7.XII.1938/.

/-/ gen.Szylling.
- Ćwiczenie w zakresie obrony stałej na skrzydle otwartym ugrupowania: praca przeciętna. /Muszę od razu zastrzec się, że warunki i sposób, w jakich ta praca została przeprowadzona, nie dają podstawy do oceny miarodajnej dla wartości danego dowódcy/.

/-/ gen.Piskor.